# Ambelákia (Salamine)
Ambelákia, en grec moderne : Αμπελάκια, est une ville côtière du dème de Salamine (el), sur l'île du même nom, en Grèce. Elle est implantée sur la côte orientale de l'île de Salamine, entre le cap de Poúnda, au nord, et le promontoire opposé de la côte nord de la péninsule de Kynósoura (el), dans la baie et le port homonymes de l'île. Sa population est de 4 710 habitants, selon le recensement de 2011.

## Nom
Le nom original de la localité était Ambeláki en référence au grand nombre de vignobles. Avant la Seconde Guerre mondiale, elle est rebaptisée pour prendre son nom actuel. Il semble qu'il y ait confusion sur le fait qu'Ambelákia  ait été rebaptisée Phoenix (Φοίνιξ) dans les années 1950, puisque la localité rebaptisée était celle de réfugiés d'Ambelákia, établie après la catastrophe d'Asie Mineure.

## Changements administratifs
En 1912, la localité d'Ambelákia est établie pour la première fois comme siège d'une communauté de la préfecture d'Attique et de Béotie, à laquelle Kamateró est annexée. En 1920, la communauté de Selínia (el) est créée et annexée à celle d'Ambelákia, tandis qu'en 1928, les colonies d'Agía Ipapandí et d'Agía Triás-Naupigía sont reconnues. En 1940, la localité d'Ambelákia et la communauté sont renommées respectivement Ambelákia et communauté d'Ambelákia , et la colonie de réfugiés d'Ambelákia , désormais reconnue, y est  ajoutée.

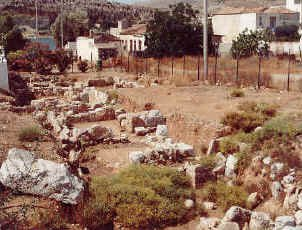
Ruines de l'ancienne ville et du port.